# 曷思麦里
曷思麦里（？—1255年），西辽虎思斡儿朵（今吉尔吉斯斯坦托克马克）人，蒙古帝国将领。
原为西辽末主耶律直鲁古近侍，后出任可散城的八思哈（民事财税官）。他不满屈出律篡位，1218年，成吉思汗西征时，哲别率军攻西辽，他率可散等城酋长迎降，于是担任先锋，引蒙古军追斩屈出律。次年，跟随蒙古军西征。1220年，跟随哲别追击花剌子模算端摩诃末，逼他逃到里海上的小岛。追击札蘭丁，渡阿姆河，入呼罗珊，攻略阿塞拜疆、谷儿只，越过太和岭（高加索山），攻打阿速、钦察、斡罗思等地。1224你，率军东返。1226年，从成吉思汗征西夏，为必阇赤，掌管文案。1230年，跟随窝阔台征讨金朝，领奥鲁，掌管辎重。1232年，征汴京路过怀孟，任怀孟州达鲁花赤。1233年，在怀州击败金元帅的进攻。招降金朝总帅范真以下军民万余人。1240年，为怀孟、河南二十八处都达鲁花赤，承制管理下属州县。其子捏只必、密里吉。

## 延伸阅读
[在维基数据编辑]
 《元史·卷120》，出自宋濂《元史》
 《新元史/卷131》，出自柯劭忞《新元史》